# Materine užance
Materine užance je etno-gastro manifestacija koja se održava tijekom ljetne sezone u Pakoštanama. Manifestaciju je osmislila Etno udruga DAN, provodi se od 2008.g.uz potporu Turističke zajednice općine Pakoštana te Općine Pakoštane. Materine užance održavaju se u središtu Pakoštana, u Bužaku.Na brojnim štandovima u centru Pakoštana se mogu probati i kupiti autohtona jela koja se pripremaju pred posjetiteljima (pršut, sir, njoke, ćućka, hobotnice na lešo, fritule, kroštule, mendule u cukru itd.).